# Llac Kivu

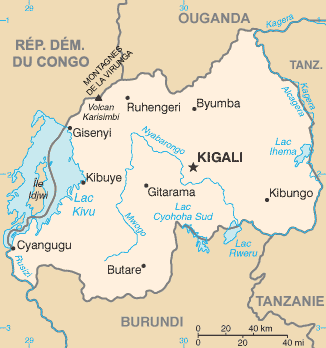
Ruanda i el llac Kivu

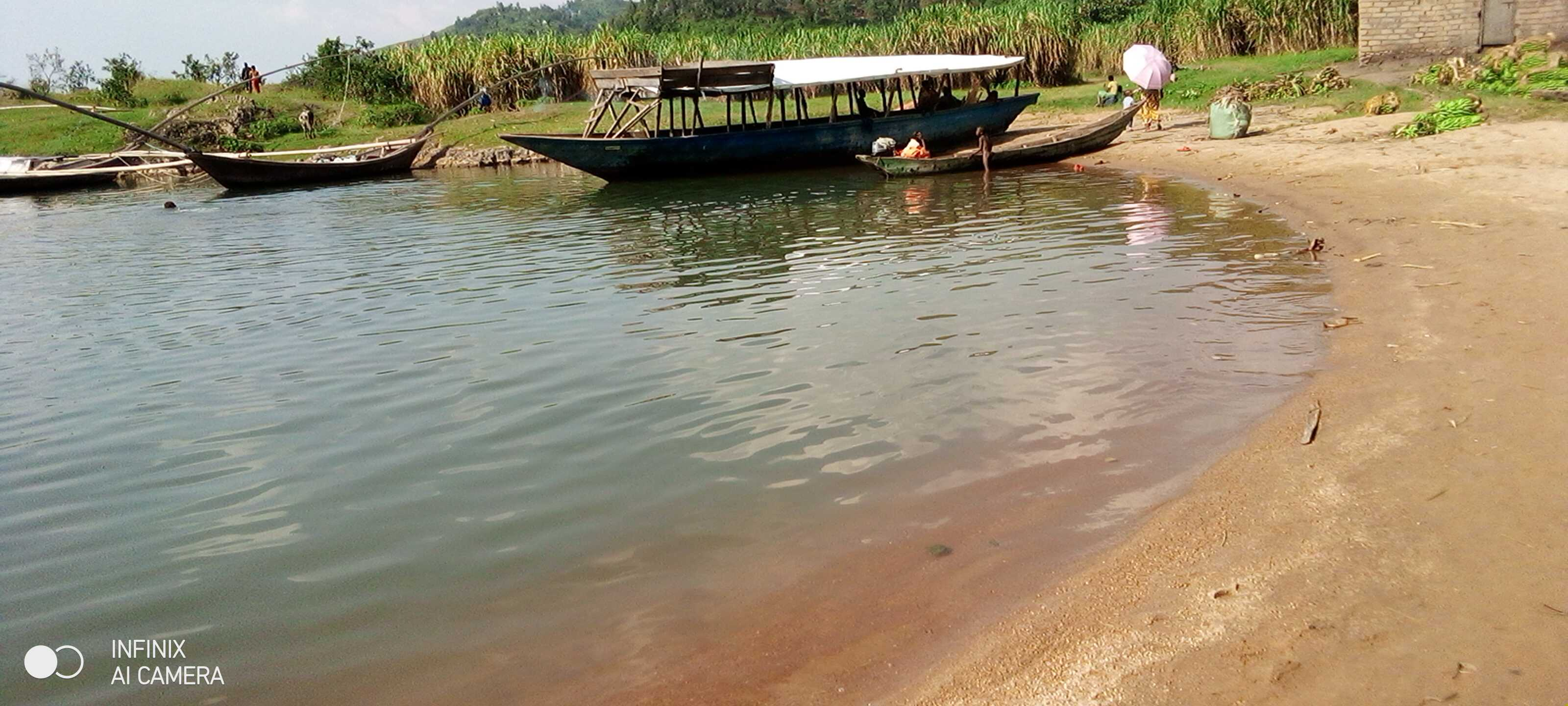
Llac Kivu

El llac Kivu és un dels Grans Llacs d'Àfrica. Es troba a la frontera entre Ruanda i la República Democràtica del Congo, a la part africana de la Gran Vall del Rift. Desaigua al riu Ruzizi, el qual va cap al sud fins al Llac Tanganyika. Les aigües del llac Kivu són tristement cèlebres per haver estat un dels llocs on la majoria de les víctimes del Genocidi de Ruanda van ser llançades.

## Geografia
El llac té una superfície total de 2.700 km², i es troba a 1.460 msnm. Té el seu llit sobre una vall rift que presenta una contínua activitat volcànica a la zona. Una gran illa, Idjwi, surt del llac.
Els principals poblats que es troben a la seva riba són: Bukavu, Kabare, Kalehe, Saké i Goma al Congo i Gisenyi, Kibuye i Cyangugu a Ruanda.